# Durolle
Die Durolle ist ein Fluss in Frankreich, der in der Region Auvergne-Rhône-Alpes verläuft. Sie entspringt unter dem Namen Goutte Noire beim Gipfel Puy de la Chèvre (913 m) im Gemeindegebiet von Noirétable,  entwässert zunächst in südöstlicher Richtung, dreht dann über Nord auf West, durchquert den Regionalen Naturpark Livradois-Forez und mündet nach insgesamt rund 32 Kilometern im Gemeindegebiet von Thiers als rechter Nebenfluss in die Dore. Auf ihrem Weg berührt die Durolle die Départements Loire und Puy-de-Dôme.

## Orte am Fluss

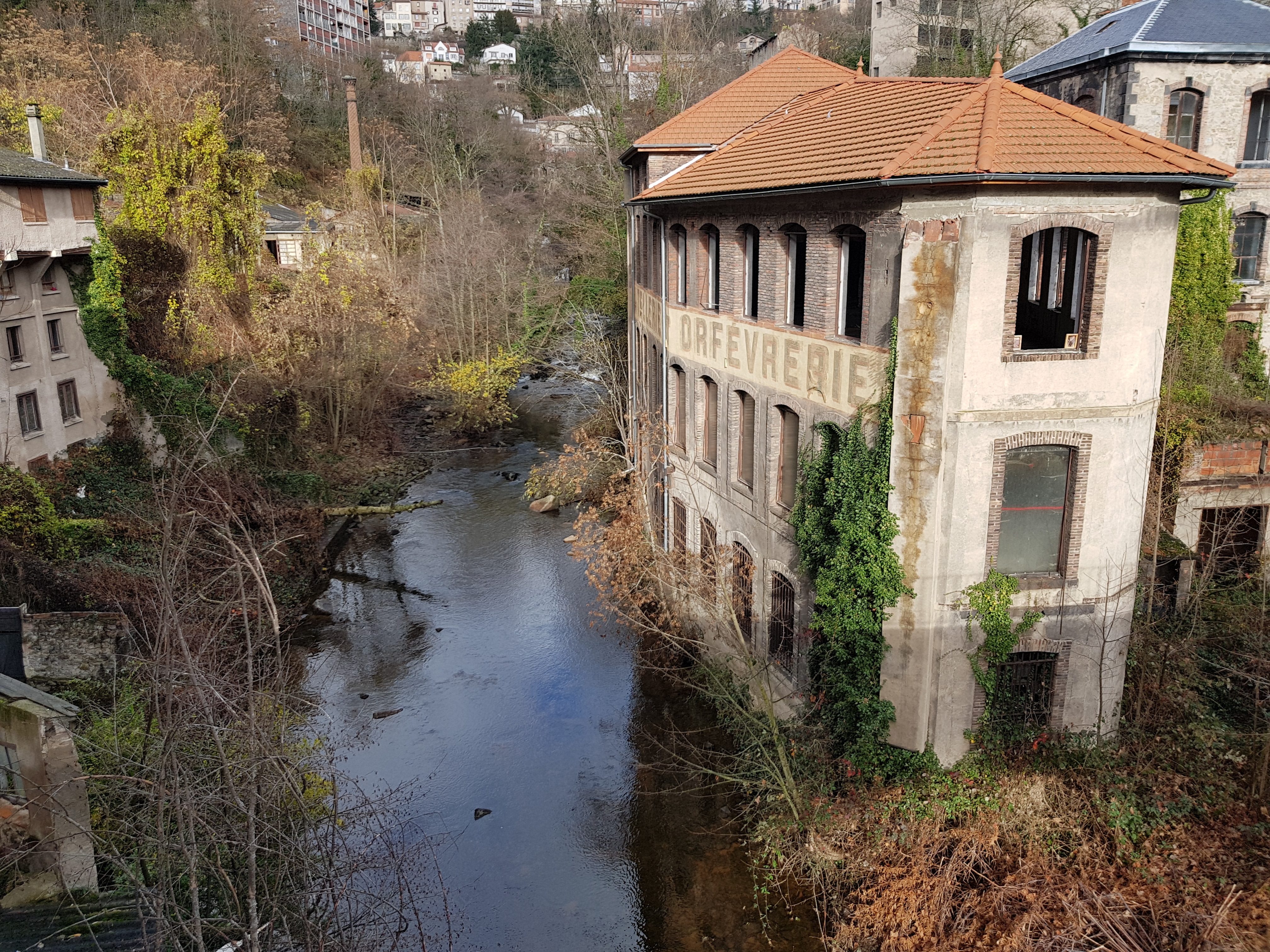
Stillgelegte Messerfabrik an der Durolle in Thiers

Die Durolle im „Tal der Fabriken“ (Vallée des Usines) – rosa die ehemaligen Schmieden

(Reihenfolge in Fließrichtung)
- Noirétable
- Chabreloche
- Celles-sur-Durolle
- La Monnerie-le-Montel
- Thiers

## Vallée des Usines
Im Stadtgebiet von Thiers wird das Durolle-Tal auch als Vallée des Usines (Tal der Fabriken) bezeichnet. Im 14. Jahrhundert ließen sich im Ort die ersten Messerschmiede nieder. Sie nutzten das starke Gefälle der Durolle für den Antrieb ihrer Schmiedehämmer. Ende des 18. Jahrhunderts lebten etwa 10.000 Menschen in Thiers vom Schmiedehandwerk. Der Fluss war von zahlreichen Schmieden gesäumt, von denen etliche noch als Gebäude existieren.